# 33550 Blackburn
33550 Blackburn è un asteroide della fascia principale. Scoperto nel 1999, presenta un'orbita caratterizzata da un semiasse maggiore pari a 2,6182081 UA e da un'eccentricità di 0,0771299, inclinata di 4,99621° rispetto all'eclittica.